# Conus aureus
Espèce
Statut de conservation UICN

 LC  : Préoccupation mineure
Conus aureus est un mollusque gastéropode marin venimeux appartenant à la famille des Conidae.

## Synonymes
- Conus auricomus Lamarck, 1810
- Cucullus aureus Röding, 1798
- Cylinder aureus (Hwass in Bruguière, 1792)

## Description
- Taille adulte: 22 mm à 60 mm.

## Répartition
Cette espèce se trouve notamment dans les eaux du bassin des Mascareignes.